# Henri Védrines
Pour les articles homonymes, voir Védrines.
Henri Védrines est un homme politique français né le 19 novembre 1911 à Neuilly-sur-Seine (Hauts-de-Seine) et mort le 12 février 1995 à Montluçon (Allier). Membre du Parti communiste français, il est député de l'Allier de 1945 à 1958, puis de 1968 à 1973.

## Biographie
Né le 19 novembre 1911 à Neuilly-sur-Seine, Henri Védrines est le fils de l'aviateur Jules Védrines. En 1924, il passe son certificat d'études primaires, puis en 1929, il obtient un certificat d’aptitude professionnelle et un certificat d'études pratiques industrielles lui permettant d'être engagé par la Compagnie électrique de la Loire et du Centre,.
En 1930, il adhère à la CGTU et devient secrétaire général de la CGT de la métallurgie,. C'est à cette période qu'il adhère au Parti communiste (PCF). Titulaire d'un brevet de pilote de tourisme, il est l’un des responsables de la Fédération des sports aéronautiques.
Pendant la Seconde Guerre mondiale, il est fait prisonnier en Allemagne et organise une lutte interne, en montant une cellule communiste à l'intérieur du camp.
À la Libération, il devient député PCF de l'Allier, de 1945 à 1958, puis de 1968 à 1973. À la suite de la perte de son mandat de député en 1958, il travaille pour EDF. Il est le père de  Jean Védrines, un romancier français né à Montluçon en 1955.
Au sein du PCF, il est membre suppléant au Comité central de 1947 à 1956, puis titulaire de 1956 à 1967.
Il meurt le 12 février 1995 à Montluçon  à l’âge de quatre-vingt-trois ans. Son épouse Denise est décédée en 2020 à 93 ans.